# 孙綝
孫綝（231年—259年1月18日），字子通。三國東吳的皇族、权臣。孫堅弟弟孫靜的曾孫，孫暠的孫子，孫綽的兒子，孫據、孫恩、孫幹、孫闓的哥哥、孫峻的堂弟。

## 生平

### 掌握大權
孫綝一開始擔任偏將軍，太平元年（256年）孫峻過世後，擔任侍中與武衛將軍，掌控了東吳實質的權力。呂據害怕他的權力過大，上書推薦滕胤為丞相，想要與滕胤合作廢掉孫綝。孫綝知道之後，派遣孫慮（有一說為孫憲）、文欽、劉纂與唐咨等人攻擊呂據。滕胤召喚典軍楊崇與將軍孫咨，跟他們說孫綝作亂，楊孫二人卻不與滕胤合作。孫綝則上書說滕胤謀反，滕胤本以為呂據會帶兵助他，但他卻音訊全無。於是孫綝便派將軍劉丞帶兵攻擊滕胤，滅其三族。死後其妻與其妻兄孫壹投魏。
孫綝受封為永寧侯，擔任大將軍。其行事傲慢無禮而惹怒孫慮（有一說為孫憲），因此與將軍王惇共謀殺害孫綝。而最後孫綝殺掉王惇，孫慮則被迫服藥自殺。

### 嗜殺無道
曹魏大將軍諸葛誕於壽春起事叛變，並表態投降東吳。孙綝率文欽、唐咨、全端與全懌等人帶領三萬人去拯救，而曹魏則派出二十多萬軍隊包圍諸葛誕的壽春。朱異率領三萬人屯居安豐，曹魏兗州刺史州泰與朱異大戰於陽淵，朱異大敗。孫綝又派遣朱異率領丁奉、黎斐等人的五萬軍隊攻打曹魏，但自己却畏敌，驻扎在巢湖舟中，不敢亲临前线，孙亮命他上岸援助唐咨，他也不动。朱異又被曹魏監軍石苞、州泰與胡烈所打敗，損失無數資糧。孫綝再派兵三萬命令朱異死戰，朱異不從，孫綝就下令處死朱異，更因此认为诸葛诞无望抗魏而返回建业。孫綝沒有成功拯救諸葛誕，還將自己的重要將領朱異殺死，使大家都感到憤恨不平。

### 擅行廢立
太平二年（257年），孫亮正式親政，孫綝害怕會對自己不利，回到建業並稱病不上朝。然後在朱雀橋南邊建房子，命令其弟孫據、孫恩、孫幹、孫闓分別駐守各個營地。孫亮與魯班公主、太常国丈全尚、將軍劉承討論誅殺孫綝。但孫亮的皇后全氏卻向孫綝密報（一说密报者系孙綝堂姐、全氏之母），孫綝便帶兵於晚上偷襲全尚，並派遣其弟孫恩殺害劉承，然後包圍皇宮。命令光祿勳孟宗廢掉孫亮，大家聽到十分驚嚇。孫綝派遣中書郎李崇去爭奪玉璽，尚書桓彝不服從命令，則被孫綝殺害。典軍施正勸孫綝立琅邪王孫休為皇帝。孫綝同意後就寫了信給孫休，即《孫綝立孫休令》。
孫綝對於民間信仰相當不與尊重，燒掉伍子胥廟，又破壞各地的祠廟，斬殺道士。孫休即位後，孫綝上書給孫休，自称“草莽臣”，來表示自己的忠心，即《孫綝上孫休疏》。孫休則下詔封孫綝為丞相與荊州牧，即《孫休與孫綝詔》。孫綝與其兄弟五人，皆管理禁軍部隊，權力遠遠超過皇帝，是東吳未曾出現的現象。

### 夷滅三族
有一次孫綝奉酒給孫休，孫休沒有接受，孫綝就口出怨言。左將軍張布將這件事情告訴孫休，孫休虽然討厭孫綝，但害怕出問題，反而將告密者交給孫綝。还加孙綝弟孙恩为侍中，与孙綝同理政务。孙綝请求出镇武昌，孙休也同意。大夫魏邈與施朔等人告訴孫休說，孫綝長久下來一定會謀反，孙休意识到孙綝一旦去武昌就可能割据兵变。
孫休則秘密詢問張布解決的辦法，張布就和丁奉設宴來謀殺孫綝。孙綝本称病不想前往，但孙休十余次派人来请，孙綝只得起行，众人阻止，孙綝让他们在官邸内放火，这样自己便可提前退席。入席不久，孫綝官邸果然起火，孙綝便要離席回家，孙休劝止，孙綝仍起身离席，丁奉與張布便一左一右將他綁起來。孫綝向孫休叩頭求情說：「我願流放到交州。」孫休則回答說：「那你當年為什麼不將滕胤和呂據流放呢？」孫綝又說：「我願意當官奴。」孫休則回答說：「你又有給滕胤和呂據當奴僕的機會了？」當場下令誅滅其三族。孫綝死時28歲。孙休以孙綝首级示众，说和孙綝同谋的都赦免，放下武器的达五千人。
孫休耻于和孙峻、孙綝同族，除其宗籍，称之为“故峻”“故綝”。又下詔說：「諸葛恪、滕胤與呂據原來是無罪，而是受到孫峻與孫綝兄弟所殘害，朕為此感到痛心，希望都能為他們改葬，並加以祭祀。因為他們而牽連被流放者，都可以回來。」

## 部下
刘丞，即刘承，256年，孙綝许将军刘丞以封爵，令劉丞帶兵攻擊滕胤，滅其三族。258年，孙亮与刘丞谋划诛杀执掌朝政的孙綝。谋泄，被孙綝之弟孙恩杀于苍龙门外。

## 延伸阅读
[在维基数据编辑]
 《三國志·卷64》，出自陳壽《三國志》

| 官衔        | 官衔                                     | 官衔                           |
| ----------- | ---------------------------------------- | ------------------------------ |
| 前任： 孫峻 | 孫吳丞相 256年—258年 （256年—258年執政） | 繼任： 濮陽興 （皇帝孫休執政） |
| 前任： 孫峻 | 孫吳大將軍 256年—258年                   | 繼任： 丁奉                    |